# 東京都道437号秋葉原雑司ヶ谷線

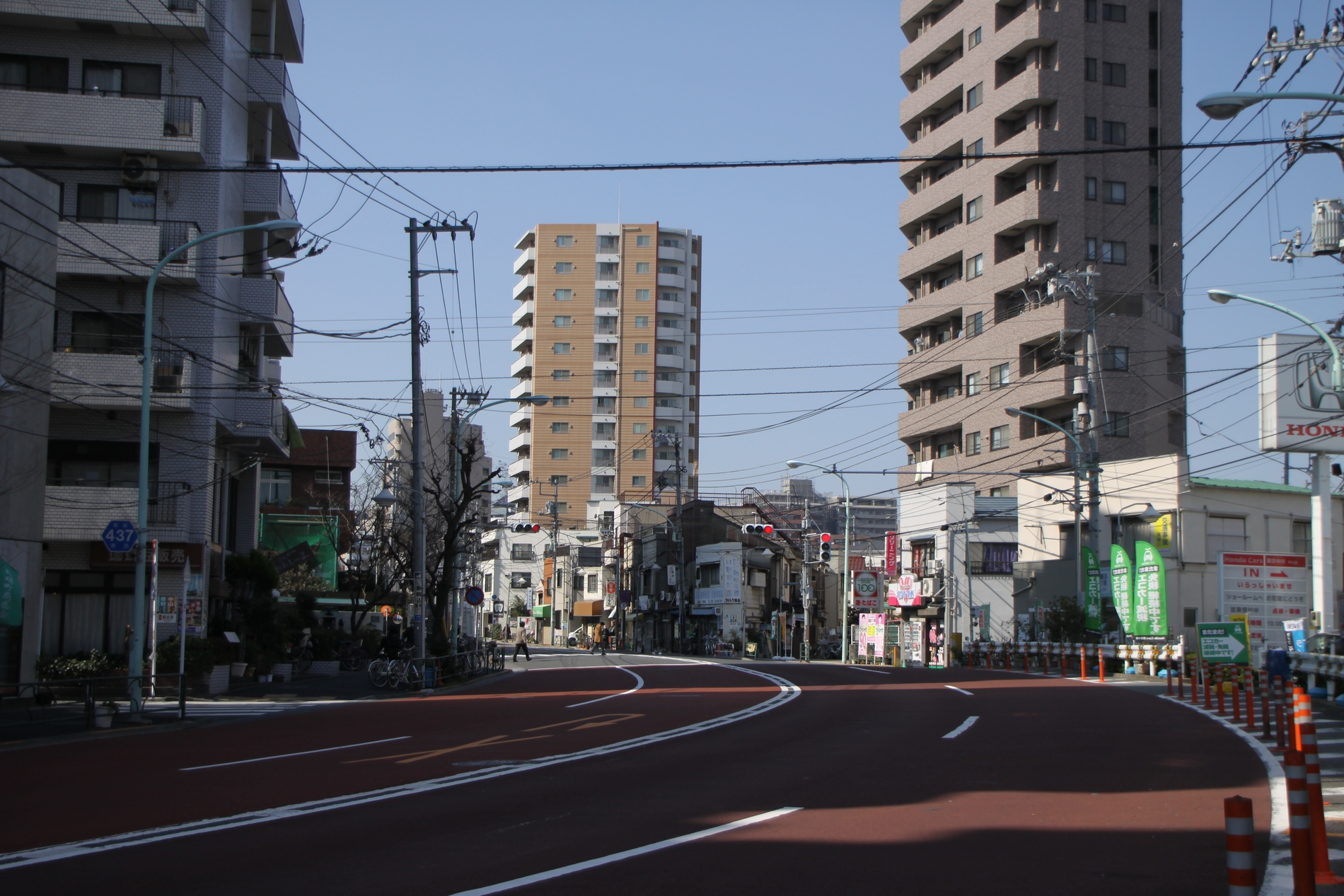
文京区本駒込付近

東京都道437号秋葉原雑司ヶ谷線（とうきょうとどう437ごう あきはばらぞうしがやせん）は、東京都千代田区と文京区を結ぶ特例都道である。不忍通りの一部区間（道灌山下交差点 - 終点）は、環状4号線に属している。

## 通称
- 不忍通り：目白台2丁目 - 名称無し交差点（上野公園前交差点付近）まで。
- 中央通り：上野駅前交差点 - 名称無し交差点（上野公園前交差点付近） - 万世橋交差点まで。

## 起点・終点
本線
- 起点：万世橋交差点 - 中央通り（国道17号）
- 終点：目白台二丁目交差点 - 目白通り（東京都道8号千代田練馬田無線）

支線
- 起点：上野駅前交差点 - 昭和通り（国道4号・東京都道452号神田白山線）・浅草通り（東京都道463号上野月島線）
- 終点：名称無し交差点（上野公園前交差点付近）- 中央通り（東京都道437号秋葉原雑司ヶ谷線本線）・不忍通り（東京都道437号秋葉原雑司ヶ谷線本線・東京都道452号神田白山線）

## 地理

### 通過する自治体
- 東京都
  - 千代田区
  - 台東区
  - 文京区

### 交差する道路
| 交差する道路                              | 交差する道路                              | 交差点名 | 交差点名                 |
| ----------------------------------------- | ----------------------------------------- | -------- | ------------------------ |
| 国道17号（中央通り）日本橋、銀座方面      |                                           |          |                          |
| 〈環状2号線〉                             | 国道17号〈環状2号線〉                     | 千代田区 | 万世橋                   |
| （蔵前橋通り）                            | （蔵前橋通り）                            | 千代田区 | 外神田5丁目              |
| 東京都道453号本郷亀戸線（春日通り）       | 東京都道453号本郷亀戸線（春日通り）       | 台東区   | 広小路                   |
| -                                         | 本線                                      | 台東区   | （上野公園前交差点付近） |
| 支線・東京都道452号神田白山線（中央通り） |                                           | 台東区   | （上野公園前交差点付近） |
| -                                         | 東京都道452号神田白山線（昌平橋通り）     | 台東区   | 池之端1丁目              |
| 東京都道319号環状三号線支線（言問通り）   | 東京都道319号環状三号線支線（言問通り）   | 文京区   | 根津1丁目                |
| （日医大つつじ通り）                      | -                                         | 文京区   | 千駄木2丁目              |
| 東京都道452号神田白山線                   | 東京都道452号神田白山線                   | 文京区   | 団子坂下                 |
| -                                         | 東京都道457号駒込宮地線（道灌山通り）     | 文京区   | 道灌山下                 |
| 東京都道458号白山小台線                   | 東京都道458号白山小台線                   | 文京区   | 動坂下                   |
| 東京都道455号本郷赤羽線（本郷通り）       | 東京都道455号本郷赤羽線（本郷通り）       | 文京区   | 上富士前                 |
| 国道17号（白山通り）                      | 国道17号（白山通り）                      | 文京区   | 千石1丁目                |
| 東京都道436号小石川西巣鴨線（千川通り）   | 東京都道436号小石川西巣鴨線（千川通り）   | 文京区   | 千石3丁目                |
| 国道254号（春日通り）                     | 国道254号（春日通り）                     | 文京区   | 大塚3丁目                |
| 東京都道435号音羽池袋線（音羽通り）       | 東京都道435号音羽池袋線（音羽通り）       | 文京区   | 護国寺前                 |
| 首都高速5号池袋線 護国寺出入口            | 東京都道435号音羽池袋線（グリーン大通り） | 文京区   | 護国寺西                 |
| 東京都道8号千代田練馬田無線（目白通り）   | 東京都道8号千代田練馬田無線（目白通り）   | 文京区   | 目白台2丁目              |

## 重複区間
- 東京都道452号神田白山線：名称無し交差点（上野公園前交差点付近） - 池之端交差点、名称無し交差点（上野公園前交差点付近） - 上野駅前交差点 ※後者は支線
- 東京都道435号音羽池袋線：護国寺交差点 - 護国寺西交差点

## 整備計画
目白台から日本女子大学附属豊明小学校の地下を抜け、神田川を渡り新目白通りと接続する事業が進んでいる。外苑西通りの若松町交差点への延伸（事業中）が完成すれば、環状4号の西半分が完成することになる。

## 交差する鉄道路線
- JR中央・総武緩行線:秋葉原駅付近（アンダーパス）

また下記の地下鉄がこの道路の地下を通る
- 東京メトロ銀座線:上野駅 - 神田駅間
- 東京メトロ千代田線:湯島駅 - 千駄木駅間